# Бојане
Бојане (мкд. Бојане) је насеље у Северној Македонији, у северном делу државе. Бојане припада градској општини Сарај града Скопља. 

## Географија
Бојане је смештено у северном делу Северне Македоније. Од најближег већег града, Скопља, насеље је удаљено 22 km западно.
Насеље Бојане је у историјској области Дервент, тј. области око Дервентске клисуре, коју правио реке Вардар између Полога и Скопског поља. Западно од насеља издиже се планина Жеден. Надморска висина насеља је приближно 510 метара.
Месна клима је континентална.

## Становништво
Бојане је према последњем попису из 2002. године имало 2.230 становника.
Претежно становништво у насељу су Албанци (99%).
Већинска вероисповест је ислам.